# 泰尔米埃山脊
泰尔米埃山脊(Dorsum Termier)是月球危海中的一道皱岭，其中心月面坐标为11°00′N 58°00′E / 11.0°N 58.0°E，全长90公里，名称取自法国地质学家"皮埃尔-马里·泰尔米埃"(Pierre-Marie Termier，1859年7月3日-1930年10月23日)，1976年被国际天文联合会正式批准接受。